# Naantali
Naantali (/ˈnɑːntɑli/) (Swedish Nådendal) là một thành phố ở tây nam Phần Lan, là một trong những trung tâm du lịch quan trọng nhất Phần Lan. Thành phố này có dân số 14.081 người (năm 2007), tọa lạc ở vùng của Tây Nam Phần Lan, 15 về phía tây của Turku.